# Saraswati (sjö)
Saraswati är en sjö i Antarktis. Den ligger i Östantarktis. Norge gör anspråk på området. Saraswati ligger 173 meter över havet.